# 联合国环境署
联合国环境署，又称为联合国环境規划署（英語：United Nations Environment Programme, UNEP；或 UN Environment），是联合国專責环境規划的常設部門。它的任务在于协调联合国的环境计划、帮助发展中国家实施利于环境保护的政策以及鼓励可持续发展，促进有利环境保护的措施。它是在1972年6月的联合国人类环境会议上决定设立的。其總部設在肯尼亚首都奈洛比。它有六个地区办公室（除总部外日内瓦、华盛顿、曼谷、巴拿马城和麦纳麦）以及在不同国家内设有国家办公室。
環境署是聯合國可持續發展集團的成員之一，致力於實現17個永續發展目標。计划中联合国环境署应该成为联合国在环境问题上的全球性和地区性机构。其任务在于通过审查来不断检查全球性环境状况，通过这个数据协调环境政策的发展，以及将紧急问题提向政府和国际社群。联合国环境署的任务和目标是在1972年12月15日通过的联合国大会决议第2997号中规定的，1992年和2000年5月31日又加修改。
联合国环境署的工作范围总共七个，分别是气候变化、生态系统管理、环境治理、有害物质、资源效率、灾难与冲突和环境审查。在设立国际环境协议的过程中它起了非常重要的作用。它促进环境科学和环境信息，勾画出能够与实际政治结合的政策，它与国家政府和地区机构合作发展和实施环境政策，它也与非政府环境保护组织合作。联合国环境署也主动资助和实施与环境有关的发展计划。
联合国环境署帮助发展了关于可能有害化学物质的国际贸易、跨国界空气污染和国际水污染等方面的条约和规则。環境署是多個多邊環境協定的秘書處所在地，包括《生物多樣性公約》、《汞公約》 、《巴塞爾公約》、《鹿特丹公約》和《斯德哥爾摩公約》、 《遷徙物種公約》及《華盛頓公約》。
1988年联合国环境署和世界气象组织共同组成了政府間氣候變化專門委員會。联合国环境署也是全球环境基金的執行機構之一。
地球小姐選美大賽的冠軍為联合国环境署的代言人。

## 組織
联合国环境署的管理委员会由58个成员国组成，任期为三年。其位置由地理地区分配。这个管理委员会是联合国环境项目最主要的政策制定者，在促进联合国成员国之间就环境问题合作的过程中起外交作用。2012年起由聯合國環境大會取代。
联合国环境署的秘书处有890名工作人员，其中约500名是国际工作人员，其他的是当地雇员。秘书处是监督联合国环境署政策和项目执行的机构，它也负责每年1.05亿美元的财政预算，这笔钱全部是由成员国交付的。
联合国环境署的工作由以下七个部门执行：
- 预警和估计
- 环境政策执行
- 技术、工业和经济
- 地区性合作
- 环境法律和协议
- 全球性环境机构协调
- 通讯和公共信息

## 执行董事
联合国环境署目前的执行董事是丹麦籍英格·安德森，她于2019年上任，前任是霍伊塞·姆苏亚。姆苏亚是2018年上任的。中國籍首席顧問吳元銘(Cliff Ugal)於2016年上任
2006年3月15日联合国秘书长科菲·安南提名前世界自然保護聯盟董事阿希姆·施泰納为联合国环境署执行董事。一天后联合国大会遵循安南的建议选举施泰納入此职。但是后来有人揭露施泰纳是授予安南50万美元迪拜奖的审理员之一，这导致有人怀疑安南的提名是否有嫌。《金融時報》评论说“（这个提名）提出了指定联合国高级官员的兴趣冲突的标准问题”。
从1975年至1992年穆斯塔法·托尔巴17年任联合国环境署总裁。他将环保问题提到环球考虑和行动的前线。在他的领导下联合国环境署获得了其最大的成功：1988年达成的蒙特利尔公约来保护臭氧层。
在1972年12月期间，联合国大会明确选举莫里斯·斯特朗领导联合国环境署。作为1972年发起了世界环境运动的联合国人类环境会议和1992年地球高峰会议的秘书长，斯特朗在使环境运动全球化中扮演了至关重要的角色。

## 環境大會
聯合國環境大會是環境署的最高決策機構，由193個聯合國會員國組成，每兩年舉行一次會議。

## 行動
環境署主要行動的領域有：
1. 氣候變化
聯合國環境署是「依領土途徑應對氣候變化」（TACC）的合作夥伴之一，其餘夥伴為聯合國開發計劃署（UNDP）、聯合國訓練與研究組織（UNITAR）、聯合國人居署（UN-Habitat）和聯合國資本發展基金（UNCDF），協助各國政府參與氣候復原工作。 
2. 災難和衝突
聯合國環境署致力於降低緊急情況或自然災害對人類健康的影響，並為未來災害預做準備。方法是透過控制生態系統的平衡來減少災害的發生，並積極支持《仙台減災綱領》以「減少災害風險」（DRR）。除了預防自然災害，環境署還支持各國制定法律與政策以免災害造成重大破壞。自1999年起，環境署已幫助40個國家從災害中重建。
3. 生態系統管理
4. 環境治理
5. 環境審查
聯合國環境署向各國政府、非政府組織和公眾等利益相關者，提供有關全球環境的信息和數據，以利他們參與實現「永續發展目標」（SDGs）。環境署提供的信息以最新科學為基礎，並以正當方式收集。使決策者能夠有效地找到可靠信息。利益相關者可以從「環境審查的相關展望報告」和「永續發展目標」輕鬆獲取資訊。此外，「聯合國環境即時平台」和「環境研究線上訪問」（OARE）都提供了環境署收集的公開資訊。
6. 化學品和廢物
7. 資源效率

### 国际年
在联合国《波恩公约》以及专门关于海豚保护的《迁徙物种公约关于养护黑海、地中海和毗连大西洋海域鲸目动物的协定》、《迁徙物种公约关于养护波罗的海和北海小鲸类协定》和鲸豚保育学会的共同建议下2007年被设立为国际海豚年，海豚年的保护人是摩纳哥的君主阿尔贝二世，特別大使是新好男孩樂團（Backstreet Boys）的尼克（Nick Carter）。
2010年被指定为国际生物多样性年，展示了提高有关生态系统及其作用的知识的机会。
2011年被定为国际森林年。在百萬森林計劃的推動下，全球約一百個城市或地區，一同種植一百萬棵樹。
2012年为人人享有永续能源国际年
2013年被指定为国际水资源合作年
2014年為國際家庭農業年
2015年為國際光與相關技術年
2016年為國際豆類年
2017年為國際永續旅遊發展年
2020年為國際植物健康年
2021年為國際水果和蔬菜年
2022年為國際永續山區發展年
2023年為國際雜穀年
（查看联合国纪念活动和环境纪念活动）

## 改革
2007年2月政府間氣候變化專門委員會的第4份评价报告书发表后法国总统雅克·希拉克提出《巴黎行动呼吁》，要求按照世界卫生组织的榜样将环境署改革为一个更加有权利的联合国环境组织。46个国家支持这个呼吁，其中包括欧洲联盟主席，但是不包括产生温室气体最多的四个国家美国、中国、俄罗斯和印度。

## 著名的全球性项目
联合国环境署资助太阳能贷款项目，这个项目为装设太阳能装置提供低率贷款来帮助购置者缓冲一开始的投资和装设费用。其中最著名的是在印度帮助十万人装设太阳能设施。由于在印度的成功此后在突尼斯、摩洛哥、印度尼西亚和墨西哥实施了类似的项目。
联合国环境署帮助保護中东的大面积沼泽地。2001年它公布了卫星照片显示当地90%的沼泽地已经被摧毁，由此引起了国际社会的注意。2004年8月联合国环境署开始支持伊拉克沼泽地的环境管理工作。
此外，聯合國環境署在2000-2011年間分別發動了 "十億樹木行動 ( 法語: La campagne d'un milliard d'arbres ; 英語: Billion Trees Campaign )"，"百萬森林計劃 ( 法語: Projet de million d'arbres mondial ; 英語: Million Trees / Forest )" ，"地球植樹計劃 ( 法語: Plantons pour la planète ; 英語: Plant-for-the-planet )" 等，至今在世界不同地區開展植林綠化，抗沙漠化，保護濕地及農地等工作，獲得顯著的成效。